# ダイハツチャレンジカップ
ダイハツチャレンジカップは、DCCSが主催するワンメイクのジムカーナ形式のタイムアタック競技会のシリーズ（初年度のみダートトライアルも開催された）。日本自動車連盟（JAF）公認のクローズド競技の一つで、1995年から2008年まで6箇所の会場で6大会（かっては琉球ダイハツ主催のダイチャレ琉球も開催され、その後琉球大学自動車部主催のRACチャレンジカップに発展した）が開催されていたが、2009年1月13日、「昨今の自動車業界を取り巻く経済状況の厳しい状況」や「若者の車離れ」などを理由に、ダイハツのモータースポーツ活動休止と共にシーズン途中で終了が発表された。
その後、2022年にダイハツ車のモータースポーツ用パーツを扱うSPKの主催、ダイハツ工業の共催により、「D-SPORT & DAIHATSU Challenge Cup」のサーキットトライアルクラスとして復活した。
通称ダイチャレ。
参加のためのハードルが低く、運転免許証保有者なら誰でも参加可能としており（特にモータースポーツライセンスを必要としない）、このイベントを通じてモータースポーツへのデビューを果たした参加者も多く、中には全日本ジムカーナ選手権までステップアップした者もいた。
本項では、関連イベントであるダイハツ4WDフェスティバルについても記述する。

## 2008年度までのおもな開催会場
- 北海道 オートスポーツランドスナガワ（北海道砂川市）
  - 石狩川河川敷にある会場。ハイスピードコースのためコーナーでの横転車が多い。
- 東北 仙台ハイランドレースウェイ（宮城県仙台市）
  - 夏場はナイター戦が開催される会場。前半のハイスピード設定と、中盤の大スラロームが特徴。
- 関東　カートランド関越（群馬県高崎市）
  - ストレートはほとんどなく、どの車種でも2速すらほとんど使わないミニカートコース。
  - 2007年第4戦以降は隣接する関越スポーツランドで開催された（コースレイアウトはフルパイロンで関西・九州と同じ）。
- 山陰・山陽 ウィングパーク（広島県東広島市）
  - パイロンコース。コースレイアウトは狭く滑りやすく、パワーよりもテクニックが必要なコースである。
- 九州 オートポリスレーシングコース（大分県日田市）
  - パイロンコース。場所柄雨天や霧が多く、見えないコースを走ることもある。
- 沖縄（琉球） 沖縄サーキット伊計島（沖縄県うるま市）

## ルール
ジムカーナ形式のイベントであるが、ジムカーナと大きく異なる点はタイムがベストタイム方式ではなく4本走行の合計タイム方式であること。1本でもミスコース、リタイアがあると順位が大きく落ちる点が特徴である。
それゆえに、「ダイチャレはジムカーナではなく運動会」と称する者もいる。

## 参加車両
競技規則書によると参加できる車両は次の通りである。
1. ダイハツ社製の車両
2. ルーフが開閉できる車両については6点式ロールバーを付けること。
3. 保安基準に合致したナンバー付き車両

参加申込書と一緒に配布された規則では、ダイハツブランドの車のみ参加可能だった。OEMもしくは共同開発車としてトヨタブランドで販売された車両や、トヨタからの委託生産車は参加できず、逆にトヨタで生産されてもダイハツブランドであれば参戦可能だった（例：ダイハツ・コンソルテ、ダイハツ・アルティス）。過去にレンタカーでの参加があったが、2003年の規則ではレンタカーでの参加が認められず、後に規則に明記されなくなった。規則の解釈は主催者のDCCSに一任されており、グレーゾーンな車両についてはDCCSに問い合わせる必要があった。競技規則に適合していれば車種を問わず参加することができ、ワンボックスカーやトラックで参加する例もあった。EV仕様はNA車両として扱われた。
1台で2名までのエントリーが可能である。当日車両故障などにより車両を変更する場合は同一クラスまで認められるとされているが、実際は別クラス変更やトリプル（3名）エントリーなど、競技開始前であれば主催者の判断で許可される場合があった。

### 例外
競技車両などでナンバーの無い車両は原則として参加できないが、公式記録や表彰の対象にならない「賞典外」として出走できる。ダイハツ・リーザスパイダーは規則に沿ったロールケージを組んでも出場を拒否された実例がある。
パートタイム4WD車両は2WDモードに固定の条件がつくがL2、L2Tでの参加が可能である。L4/L4Tクラスに参戦するパートタイム4WD車は駆動系保護のために2WD状態のまま出走しても主催者より違反扱いにはならない。フルタイム4WDでも牽引モードで2WDに切り替えて走れる車両（例・L4/L4TクラスでのL512SミラX4など）はL4/L4TクラスにFF状態で走る参加者も多かった。

### 同乗走行
- ダイハツチャレンジカップは2001年より同乗走行可能だった。運転手と同様にヘルメット、グローブ、シートベルト、窓を全閉の条件を満たせばよい。コースを覚えるために助手同乗が多かったが、リアシートでも条件を満たせばOKで、現在の最多同乗走行はパイザーの5名乗車であるが、アトレー7やブーンルミナスで行なえば最大7名、デルタワイドワゴン&デルタワゴンなら最大8名乗車が可能。

## クラス分け
参加車両の多い軽自動車はNA、ターボ、駆動形式でクラス分けされていた。軽自動車以外は参加台数の関係により全てGAクラスとされている。かつてL4とL4Tが存在したが、参加台数が少ないためL4/L4Tクラスに統合された。RVクラスの設定も要望が多かったが、むしろファミリー参加で彼女・奥方の参加が増えてきた事もあってL（レディース）クラスが設定された。

### L2クラス
軽自動車・ノンターボ 2輪駆動車
入門クラスと思われがちだが、上位陣はターボ車と変わらぬタイムを叩き出す、純粋にドライビングテクニックを試せるクラスだった。

### L2Tクラス
軽自動車・ターボ 2輪駆動車
どの会場でも一番参加台数の多い激戦クラス。チューニングショップのデモカーも登場した。

### L4/L4Tクラス
軽自動車 4輪駆動車
過去L4（軽4駆NA）とL4T（軽4駆ターボ）と分かれていたがLクラス設立と同時に参加台数の少ないこのクラスは統合された。タイトコースである関西ではNA車が優勝した事がある。

### GAクラス
軽自動車以外の車両
軽自動車以外は全て。軽自動車を改造して普通車扱いになってもこのクラスとなる。

### L（レディース）クラス
女性ドライバーのみ
女性のみ参加可能。Lクラスでなく L2、L2Tなどへ参加する女性ドライバーもいた。

## 過去の参加車両
ダイチャレはダイハツ車のみ参加可能であり、多彩な車が参加した。車高の高い車種でも参加可能であるが、参加台数が多いためにミラやストーリアの転倒の方が多く、タント、アトレー、ハイゼットはドライバーが注意して走る事もあって、転倒車両は出ていない。車高が高いムーヴ、ミゼットII、YRV、ネイキッドが優勝した事もあり、アトレーやハイゼットも地区によっては半分以上の上位に入る事があった。
- MP5ミゼット
  - 過去に一度だけ参戦。その後参加していない。
- ハロー（原付3輪）
  - 過去に一度だけ参戦。
- フェローMAX (L38)
  - L2クラスで参加可能。レストアした車両が参加したりなど注目を浴びた。L950系MAX発売直後は、参加車両一覧にMAXと書かれていたこともある。
- MAXクオーレ (L40)
  - L40系は残存台数が少なく、稀に参加があった。
- クオーレ (L55,L56,L70,L71)
  - L70系で参加があるが、エントリーにクオーレと表記されずミラとなっているケースがあった。
- ミラ (L55,56,70,71,200,210,220,500,510,502,512,700,710,250,260,275,285)
  - 参加台数の大多数を占める車両名であり、参加車リストの大半がミラである。その中でも、「TR-XXシリーズ・TR-XXアバンツァートシリーズ」での参加が多かった。
  - （初代 L55系）名称が「ミラ・クオーレ」でクオーレの派生モデル（バン）だった頃のモデルだが、ごく稀に参加があった。
  - （2代目 L70系）550cc規格のため参加車両が減りつつあるが、重量が軽い事からパイロンコースでは上位に入る車両もあった。
  - （3代目 L200系）車齢15年を経過した車両が大半だが、中古価格が安い事もありL500系に次いで参加台数が多かった。「珍車」の異名を持つライトクロカンモデル「RV4」をローダウン化して参加する人がいた。軽自動車唯一の4WS車両の「TR4」を乗りこなして、小回りの効いた走りを見せることも。
  - （4代目 L500系）L2,L2TクラスではJB型エンジンを搭載した502系が最強であり優勝回数も一番多かった。
  - （5代目 L700系）最近はL700系のバンに4気筒ターボJB-DETを搭載した、安価に楽しめるミラバン改ターボの参戦が増えていた。主にEF-VEを搭載したNAとミラジーノターボが参加車の主力だった。
  - （6代目 L250系）ダイチャレ終了までに、ターボMT車（ミラアヴィRS）が用意された最後のモデルである。
  - （7代目 L275系）ターボ×MT車が無く、NA車がエッセと共にL2クラス主力車両になる前にイベントが終了した。
- ミラウォークスルーバン (L200W,L500W)
  - ウケ狙いの参加も多いがトロフィーを取ることもあった。
- ミラジーノ (L700,710,650,660)
  - （初代 L700系）L2Tで台数が多い。最近はターボ、5MTの車両が少ないためL2Tクラスの主力としてL700系ジーノターボが増えつつあった。
  - （2代目 L650系）2代目はNA・ATのみのためかL2クラスで割と地味に走っていた。
- リーザ (L100,111)
  - 軽量、低重心でL2、L2Tクラスで上位に入る車両も多いが、製造中止から15年以上経過し末期は参加車両が減っていた。
- リーザスパイダー (L111SK)
  - 一度主催者がスパイダーと気づかずに参加受理されたが、元々安全性に問題のあるオープンカーだった事と、ロールバーなどの安全装備が不備だったために公式出場を認められず、賞典外でタイム計測無しの走行を行った事がある。
- オプティ (L300,310,800,802,810)
  - （初代 L300系）初代はL2クラスでの主力車両の一つ。上位に入る車両も多かった。
  - （2代目 L800系）2代目はL2Tで参加者が多かった。殆どがターボエンジンを搭載したエアロダウンビークスかビークスSである。
- コペン (初代　L880SK)
  - 6点式ロールケージが必要なため、当初参加車が少なかったが、車両・ドライバーともに熟成が進んでL2Tで優勝をさらう事も増えていた。
  - （2代目　LA400K型）ダイハツ代表取締役会長の松林淳がコペン GR SPORTで参加。
- ムーヴ (L600,602,610,900,902,910,912,150,152,160,175,185)
  - ダイハツの最量販車種であるが、車高およびシャーシの重心が高く参加者は少なめだった。
  - （初代 L600系）サイドターンをする猛者など挑戦者も多く、東北戦のL2TクラスでL602Sが優勝した実績もあった。
  - （2代目 L900系）ドレスアップした車両も多く、綺麗な車両が多かった。
  - （3代目 L150系）MTが少ない事もあり、3代目での参加者は非常に少なかった。
  - （4代目 L175系）先代同様MT設定のグレードが少なく、まだ発売されたばかりの事もあり、4代目での参加者は非常に少なかった。
- ネイキッド (L750,L760)
  - オフ会などによる大量参加が多かった。
- MAX (L950,952,960,962)
  - オフ会などによる大量参加が多かったが、仲間内同士がライバルなのか激しい走りでギャラリーを沸かせる事も。
- タント (L350,360)
  - 稀に参加者がいた。軽にしてはムーヴ以上の重量で車高も重心も更に高く（後述するアトレーほどではないが）、小回りが利かない上にMT仕様がないためFF車では一番不利な条件で走る事になった。
- エッセ (L235,245)
  - L2クラスでは上位に入る車両が登場し、末期にはL2クラス主力車両になると思われた[誰に?]。
- ハイゼットトラック (S66,S80,81,82,83,100,110,200,210)
  - 業務用車両の持ち込み多し。L2クラスで派手なMAXターンを披露する事も。
  - （6代目 S65系）希少なハイゼットジャンボが参加したことがあった。
  - （7代目 S80系）550ccはパワー不足だが、660ccモデルは強かった。
  - （8代目 S100系）トラックが主に参加しており、ターボエンジン換装したものからノーマルまで幅広かった。コースによってはL2クラスで上位入賞も。希少なハイゼットisでの参加もあった。
  - （9代目 S200系）コースによってはL4/L4Tクラスで強さを見せた。
- ハイゼットカーゴ(バン) (S80,82,100,200,320,330)
  - ウケ狙い参加の多い車両。一見転倒しそうだが、アトレーより装備が簡素で重心がやや低く、なかなか転倒しなかった。
  - （7代目 S80系）関東会場では滑らせて走らせるハイゼットが登場した。
  - （8代目 S100系）ノーマル車両での参加が多かった。
  - （9代目 S200系）Tのターボ車が参戦したことがある。
  - （10代目 S320系）MTのターボ車が参戦したことがある。
- アトレー (S81,83,120,130,220,230,320)
  - ウケ狙い参加の多い車両、コースによってはL4/L4Tクラスで強さを見せる事もあった。
  - （2代目 S80系）L4/L4Tでは最小回転半径の小ささ、フルタイム4WDで有利。
  - （3代目 S120系）かつては片輪走行でギャラリーを湧かせる猛者もいた。スラロームが速かった。
  - （4代目 S220系）セミキャブボディのため安定していた。
- ミゼットII (K100)
  - 小回りが利くため上位に入るマシンもいたが、転倒も多かった。ただし、ミラやハイゼットと違って転倒してもダメージが少なく、次ヒートでは平気な顔をして走った。EV改造されたミゼットIIもナンバーを取得していればL2クラスでの参戦となった。
- テリオスキッド (J111,131)
  - ロールが大きく派手な動きがギャラリーの注目を集めた。パイロンコースでは最小回転半径が大きく他車より不利な条件で走ることになった。
- コンソルテ (EP30,31,40,42,43,50,51)
  - レーシング・レプリカ仕様のクーペが、かつての関西コース名物だった。それが走る時は会場の音楽もDJも沈黙し、キャブの盛大な吸気音が鳴り響く中でのスタートだったという。
- シャレード (G10,11,26,100,101,102,112,200,201,203,213)
  - （2代目 G11系）僅かながら参加車両があった。
  - （3代目 G100系）コンパクトで軽量を武器に上位に入る事もあったが、そもそも参加台数が少ない。
  - （4代目 G200系）4代目G201Sデ・トマソが主力。一時期ストーリアX4にGAクラス最強の座を奪われていたが、コアなファンがストーリア用のパワートレーンを移植して機械式LSDやクロスミッションを搭載し、古兵ながら激しい巻き返しを見せていた。
- アプローズ (A101,A111)　　
  - 北海道、関西会場では愛好者が毎回参戦（どちらも過走行車である）。関西以外では好きなファンがたまに参加。初期のダイチャレでは、DCCSがアプローズ4WDの全日本ラリー仕様を走らせた事もあった。
- パイザー (G301,303,303,313)
  - シャレードより大型ボディで豪快な走りが注目されるだけでなく、諸事情でシャレードなどから降りざるをえなかった猛者がドライブしている事も多く、GAクラスでは結構上位に入っていた。
- ストーリア (M100,110,101,111,112)
  - X4または1300が主流だが、1000ccも軽量俊敏さを武器に侮れなかった。
- YRV (M200,210,201,211)
  - ターボとNAがあるが、MTの有利を生かしてアンダーパワーのNAが上位に入る事も。車高が高く感じるが速かった。
- ブーン (M300,310,301,311,312)
  - X4が登場して一気に参加者が増えたが、ダイチャレ終了までに乗りこなせるドライバーが少なかった。
- デルタワゴン
  - かつて東北戦でサイドターンを披露した時はギャラリーから悲鳴が上がった。
- ロッキー
  - 軽快な走りを見せた。
  - (2代目　A20#S/210S/25#RS型）ラリージャパン出場車両が参加。
- ラガー
  - 車体が大型のため、コースを踏み潰して走った。
- テリオス
  - かってチューニング系雑誌の企画で、FRのテリオスターボをベースにチューンされた「テリオスR」と名づけられたマシンが関東戦に出走したが、結果は振るわず。
- タフト
  - （3代目　LA900S/LA910S型）2022年大会に1台が初参加した。
- ムーヴキャンバス
  - （2代目　LA850/860S型）2023年度大会にてターボクラスに1台が参加[10]。

## 関連イベント

### ダイハツ4WDフェスティバル（ダイハツアウトドアフェスティバル）
ダイハツモータースポーツの発展のため、1999年から2007年までさなげアドベンチャーフィールドで開催されていた。ダイハツチャレンジカップのオフロード版イベントである。2007年のみダイハツアウトドアフェスティバルとイベント名が変更されている。
ロッキー、ラガー、テリオス、テリオスキッドなどの4WD車両を対象としており、オフロードコースを走る競技であった。競技終了後は会場施設を利用しバーベキュー大会が開催されていた。
競技内容は開催回によって、指定コースを指定時間で走る（バック、接触は減点）、オフロードコースをタイムアタックなど異なっていた。
参加車両はクロカン系ボディを持つロッキー、ラガー、テリオス、テリオスキッド、ビーゴ等の4WD車であり2WDは参加出来ない。ダイハツチャレンジカップと異なりラッシュ、キャミなどのOEM車両も参加可能。後年ハイゼット、アトレーも参加可能だったが、告知が十分になされなかった為参加者はいなかった。
2007年で終了した、2008年以降の再開は未定。

## 2009年からの派生イベント
2009年以降はショップやイベント会場、旧参加者有志などにより、純粋な後継イベントからスピンオフ企画的な派生イベントまで、九州を除く各地で開催されている。

### K-CARチャレンジカップ（北海道）
モータースポーツショップ「プロジェクトガレージ」により2009年から開催。
かつて軽自動車ジムカーナ大会として開催されていたイベントを復活させ、ダイチャレ北海道戦のユーザーも参加している（ダイハツ車に限り1600ccまで参戦可能なJD16クラスが追加された）。
会場はダイチャレ北海道戦と同じオートスポーツランドスナガワ（北海道砂川市）

### DCTMダイチャレ東北ミーティング（東北）
旧ダイチャレ東北戦参加者が中心の有志「DCTM事務局」により2010年から開催。
ダイチャレ東北戦から引き続きDJにワッキー貝山を起用し、東北戦の特徴だった緩い雰囲気を維持しつつ、インターネットを積極的に活用した運営を行っている。
会場はサザンサーキット（宮城県村田町）

### D3チャレンジカップ（関東）
ダイチャレ関東戦の会場だった関越スポーツランドが2009年より開催。
イベント形式や参加車両のクラス分けなどがダイハツチャレンジカップと同じで、派生イベントの中では唯一、ダイハツ車のみが参加できる。
ダイハツチャレンジカップの「ちゃれぱんくん」に代わるマスコットキャラクターとして、コース上のパイロンをデフォルメ化した「とんがりキャロットくん」が登場、ブログも存在する。
会場は関越スポーツランド（群馬県高崎市）

### 奥伊吹チャレンジカップ→HOT-Kチャレンジカップ IN 琵琶湖（関西）
軽自動車専門チューニングショップ「KCテクニカ」が2009年より「奥伊吹チャレンジカップ」として開催。
2011年は会場を琵琶湖スポーツランドに変更したうえで主催「HOT-K」誌、運営をKCテクニカとナビックという形で、「HOT-Kチャレンジカップ IN 琵琶湖」として継続開催。
ダイハツ車限定ではなく軽自動車限定ジムカーナとして始まり、ダイチャレ関西戦ユーザーの受け皿にもなっているが、派生イベントの中では唯一、ブーン×4など普通車が参加できるクラスがない。
会場は琵琶湖スポーツランド（滋賀県大津市）

### RACチャレンジカップ（沖縄）
ダイチャレ沖縄戦とは別に、「ダイチャレ琉球戦」を独自開催していた琉球大学自動車部が2009年より開催。
本来2009年2月に開催される予定だったダイチャレ沖縄2008第2戦を引き継ぐ形で開幕したため、そのまま後継イベントとしてシリーズ化された。
会場は沖縄サーキット伊計島（沖縄県うるま市）

## D-SPORT & DAIHATSU Challenge Cup
上記のとおり、2022年より新たに「D-SPORT & DAIHATSU Challenge Cup」として開催された。2022年度については8月に富士スピードウェイ1か所で競技会が行われている。また、ダイハツOEM車であれば他メーカーの車両も参加可能となっている。
ただし単独走行による4ヒート制「ジムカーナ」形式だった旧ダイハツチャレンジカップとは全く異なり、混走による練習走行後に2台が時間差を設けてコースイン、ローリングスタートから1ラップのタイムを競う実質的には「サーキットトライアル」形式であり、会場では混走によるラップタイムを争うサーキット走行会の「D-SPORT Cup」と、「DAIHATSU Challenge Cup」でクラスは分かれていた。
なお、2023年10月1日にスパ西浦で開催される「D-SPORT ＆ DAIHATSU Circuit Trial 2023」は、「サーキットトライアル」として開催される。